# Mars 1881

## Événements
- Samori Touré prend Kankan après neuf mois de siège. Il rencontre pour la première fois les troupes françaises sur la rive gauche du Niger. Après la chute de Kankan, l’État de Samori Touré évolue vers une théocratie islamique (1880-1886).

- 4 mars : présidence républicaine de James Garfield aux États-Unis. Il est assassiné le 2 juillet.

- 12 mars (Pérou) : le caudillo démocrate Nicolás de Piérola, au pouvoir depuis 1879, est emporté par la défaite militaire et cède le pouvoir à Francisco García Calderón puis au général Lizardo Montero le 28 septembre.

- 13 mars : l'assassinat du tsar Alexandre II de Russie est suivi de la première vague de pogroms à l'encontre des Juifs dans l'Empire russe. C'est le début de la première vague d'immigration juive (aliya ou alyah), des Juifs venus de Russie, de Roumanie, et du Yémen viennent s'installer en Palestine. Les populations sont prises en charge par l’Alliance israélite et orientées vers des colonies agricoles financées par Edmond de Rothschild (Rishon LeZion, Zichon Yaakov, Rosh Pina).
  - À la veille de la première vague de réfugiés européens, la population juive de Palestine est estimée à 20 000 personnes. Le sultan n’autorise les immigrants à s’installer (sauf en Palestine) qu'à condition qu’ils deviennent sujets ottomans. En outre la vente de terre supplémentaire est interdite aux colons qui sont déjà installés en Palestine.

- 21 mars : Gallieni rejoint à Kita la colonne commandée par le lieutenant-colonel Borgnis-Desbordes, commandant militaire du Haut-Fleuve, qui soumettra par la suite la région située entre le Sénégal et le Niger.

- 23 mars :
  - France : un terrible incendie détruit le théâtre municipal de Nice, causant la mort de cinquante neuf personnes.
  - Traité de paix entre les Boers et les Britanniques signé à O'Neil's Cottage, à quelques centaines de mètres de Majuba Hill.

- 25 mars : l’État de Mysore, en Inde est rendu à son souverain légitime, Chamaraja Wodeyar.

- 29 mars : promulgation du Code des 305 articles à Madagascar. Il crée huit ministères (Intérieur, affaires Étrangères, armée, Lois, Justice, Industrie, Finances et Instruction publique), institue la scolarisation obligatoire, réorganise l’armée et l’administration.

- 30 mars : incursion de Kroumirs en Algérie.

## Naissances
- 14 mars : André Alexandre Verdilhan, sculpteur et peintre français († 21 juillet 1963).
- 16 mars : Pierre Paulus, peintre belge († 17 août 1959).
- 20 mars : Eugène Schueller, fondateur de L'Oréal.
- 22 mars : Henriette Moriamé, résistante française lors de la Première Guerre mondiale.
- 23 mars : Roger Martin du Gard, écrivain français, prix Nobel de littérature 1937 († 22 août 1958).
- 25 mars : Béla Bartók, compositeur hongrois († 1945).
- 31 mars : Ernest de Try, journaliste, fondateur de journaux et administrateur de sociétés coloniales belge († 9 juin 1960).

## Décès
- 1er/13 mars : Alexandre II de Russie (assassiné), empereur de Russie
- 26 mars : Lovisa Åhrberg, chirurgienne suédoise